# Ел Чичон
Ел Чичон (на испански: El Chichón) е вулкан в Мексико с височина 1150 m и известен с последното си мощно изригване от 1982 г. Вулканът се намира в района Чиапас в североизточната част на страната и надхвърля по височина близките си съседи. Основният вулканичен конус е образуван преди около 220 000 години и повечето големи изригвания са след средния Холоцен. До 1982 г. местността около вулкана е била покрита с гъсти гори. През 1982 г. мощно изригване унищожава всичко в радиус 8 km и създава още един, но по-малък кратер с диаметър 1 km и дълбочина 300 m. Широчината на основния му кратер е 700 m. Въпреки сравнително малката височина на Ел Чичон, изригването му през 1982 г. напомня, че всеки активен вулкан е опасен, независимо от неговите размери.
Климатът е влажен субекваториален. Средната годишна температура е около 23 °С-31 °С. Средното годишно количество на валежите е 900 mm.